# یانکووتسه
یانکووتسه (به لاتین: Jankowce) یک روستا در لهستان است که در گمینا لسکو واقع شده‌است.